# デメル

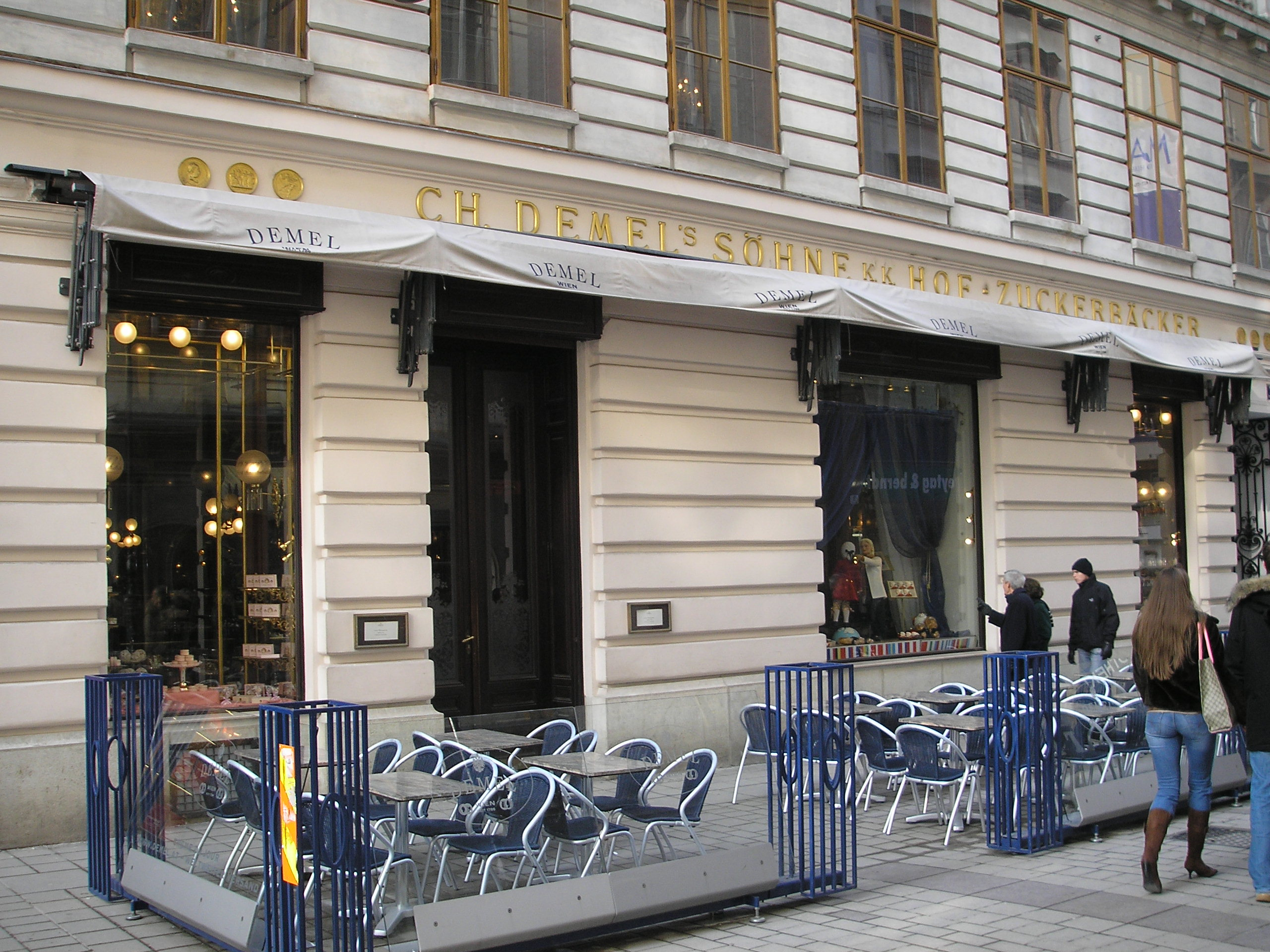
デメルの外観

デメル（Demel）は、オーストリアのウィーンにあるカフェ、洋菓子店。多くの観光客が訪れ、ウィーン市民にも愛されている。
シンボルマークには、オーストリア＝ハンガリー帝国帝室・王室御用達 (k.u.k. Hofzuckerbäcker) であったことを示す双頭の鷲が使われている。
日本店であるデメル・ジャパン株式会社は、上野風月堂が出資をしている。

## 歴史

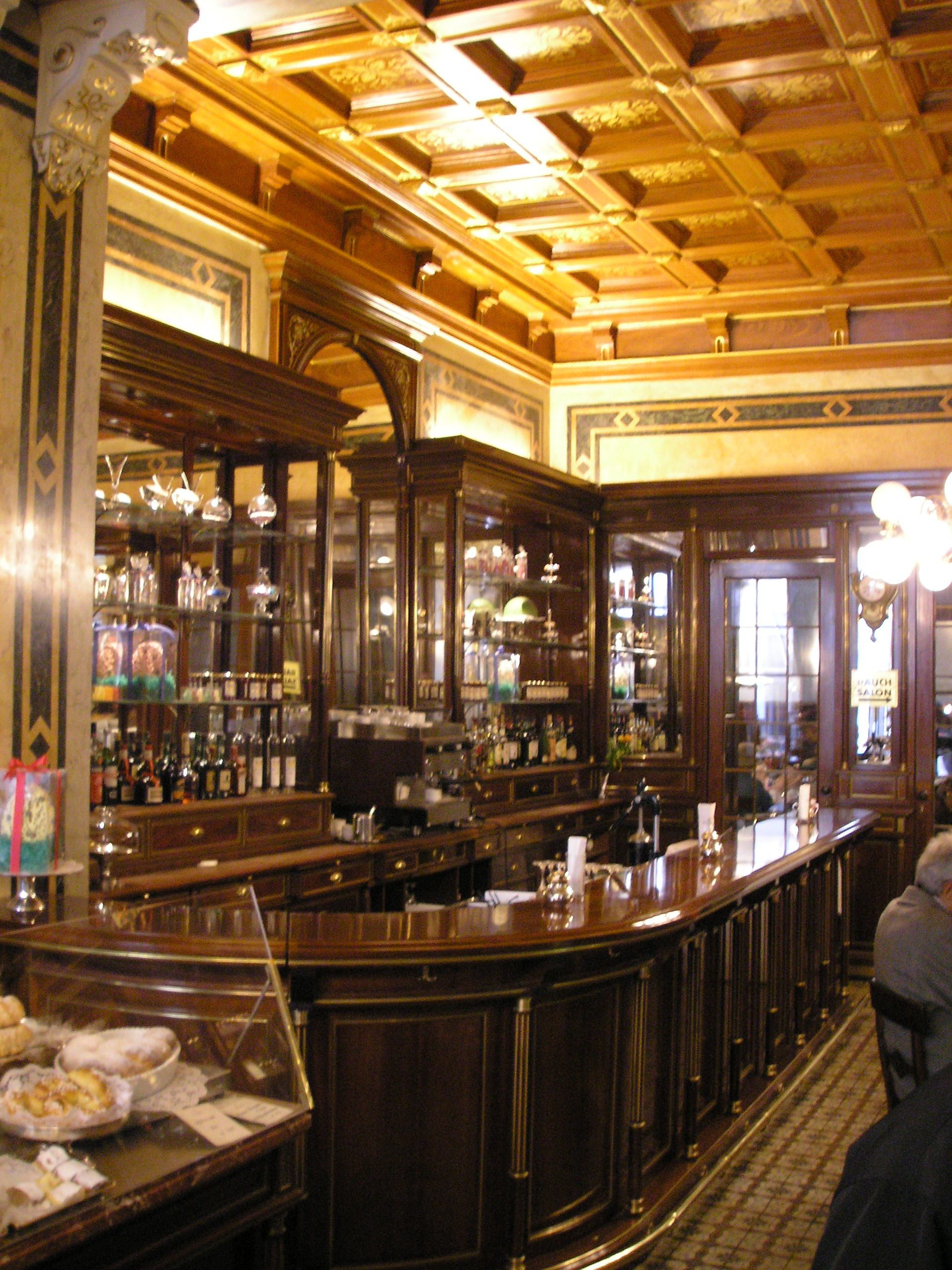
ウィーンのデメル

1786年にヴュルテンベルク出身の砂糖菓子職人ルートヴィヒ・デーネが、ウィーンの当時のブルク劇場の楽屋口の向かいに開いた店がデメルの始まりである。当時のウィーンでは物珍しかったアイスクリームを売り出して注目を集めた。ブルク劇場に併設されている博物館には、当時デメルが使用していた配達用のワゴンが保存されている。ルートヴィヒが亡くなった1799年に、店は王室御用達の菓子店に指名される。
ルートヴィヒの息子アウグストは政界への参加を志し、店の職人長であるクリストフ・デメルに店を譲り渡した。19世紀のウィーン宮廷では、晩餐会や舞踏会の席ではデーメルの菓子職人が駆り出され、食器類が貸し出された。当時のウィーンの上流階級の女性たちはデメルの菓子を好み、フランツ・ヨーゼフ1世の皇妃エリーザベト、クレメンス・フォン・メッテルニヒの孫娘パウリーネ・フォン・メッテルニヒらが足繁く店に通った。1888年にブルク劇場が取り壊された後、デメルは現在の所在地であるコールマルクト14番地に店を移した。
1930年代にホテル・ザッハーへの援助の見返りとして、デメルは料理人フランツ・ザッハーの孫であるエドマンド・ザッハーから、ザッハトルテのレシピと「本物」を冠したザッハトルテを売り出す権利を買い取った。秘伝のはずのザッハトルテのレシピが料理書に掲載される事件が起き、後にデメルは「本物」の名を冠したザッハトルテの商標権を巡ってホテル・ザッハーと法廷で争った。裁判にあたり、料理研究家以外に歴史家や古文書学者も法廷に召喚されて証言を行った。「甘い七年戦争」と呼ばれる7年以上にわたる法廷闘争の末、1962年にデメルにもホテル・ザッハーにも双方に「ザッハトルテ」を売り出す権利を認める判決が下された。デメルのものは「デメルのザッハトルテ」、ホテル・ザッハーのものは「オリジナルザッハトルテ」とすることとなった。判決後もデメルを支持する者は多く、現在もデメルは「デメルのザッハトルテ」を製造・販売している。

## 特徴
ザッハトルテとアンナトルテなどの各種のトルテとシュトルーデルが名高い。カップケーキの中にホイップクリームを詰め、さらにチョコレートでコーティングした焼き菓子インディアーナーも、デメルの名物として知られている。皇妃エリーザベトが好んだスミレの砂糖菓子は、現在でも店頭に並んでいる。
デメルは高品質の材料にこだわり、得意分野を異にする職人たちがそれぞれ自分の専門分野を担当している。職人の技術はウィーンの菓子店の中で最も洗練されていると評価されている。店内の厨房はガラス張りになっており、職人が菓子を作る姿を見ることができる。
接客を担当する女性店員はデメル・レディと呼ばれ、かつては職業女性の憧れだった。デメル・レディはドイツ語、英語、フランス語の3か国語を話し、ウィーン宮廷の礼儀作法を身に付けている。